# Henri Makowski
Pour les articles homonymes, voir Makowski.
Henri Makowski  est un footballeur français d'origine polonaise né le 16 novembre 1938 à Quiévrechain (Nord).
Il a fait l'essentiel de sa carrière à l'US Valenciennes Anzin, avec juste un intermède à l'Olympique de Marseille, et une dernière saison à Mons.

## Carrière de joueur
- 1958-1963 : US Valenciennes-Anzin  France
- 1963-1964 : Olympique de Marseille  France
- 1964-1968 : US Valenciennes-Anzin  France
- 1968-1969 : RAEC Mons  Belgique[1]

## Palmarès
- Vice-Champion de France D2 en 1962 avec l'US Valenciennes Anzin